# Crank That (Soulja Boy)
Crank That (Soulja Boy) is de debuutsingle van de Amerikaanse rapper Soulja Boy's debuutalbum, souljaboytellem.com. De single werd in de Verenigde Staten op 2 mei 2007 uitgebracht en in de rest van de wereld op 27 juni dat jaar. Het nummer heeft zeven weken onafgebroken op nummer 1 gestaan in de Billboard Hot 100.